# Roch-Pamphile Vallée
Pour l’article homonyme, voir Vallée.
Roch-Pamphile Vallée (28 mai 1848-9 octobre 1935) fut un journaliste, rédacteur et homme politique fédéral du Québec.

## Biographie
Né à Montmagny dans le Canada-Est, il prend part à la Rébellion des Patriotes et étudia au Collège Sainte-Anne. En 1871, il publie un journal non officiel des débats de l'Assemblée législative du Québec, L'Écho de la session, avant qu'un journal officiel apparaisse en 1877. Éditeur de Le Courrier du Canada, il est candidat défait par le libéral Alexandre Chauveau dans la circonscription provinciale de Rimouski en 1878.
Élu député du Parti conservateur dans la circonscription fédérale de Portneuf en 1878, il fut défait en 1882 par le libéral Esdras Alfred de Saint-Georges et en 1891 par le libéral Arthur Delisle.